# Thalassoma amblycephalum
Thalassoma amblycephalum là một loài cá biển thuộc chi Thalassoma trong họ Cá bàng chài. Loài này được mô tả lần đầu tiên vào năm 1856.

## Từ nguyên
Từ định danh amblycephalum trong tiếng Latinh có nghĩa là "có phần đầu không nhọn" (amblys: "cùn, không sắc bén" + cephalus: "đầu"), hàm ý đề cập đến phần đầu khi nhìn nghiêng tròn hơn ở loài cá này so với Thalassoma cupido.

## Phạm vi phân bố và môi trường sống
T. amblycephalum có phạm vi phân bố rộng rãi trên khắp Ấn Độ Dương - Thái Bình Dương. Loài này được ghi nhận theo bờ biển Đông Phi trải dài đến Nam Phi, bao gồm Madagascar và các đảo quốc, quần đảo xung quanh; từ bờ biển Nam Ấn Độ và Sri Lanka, trải dài về phía nam đến Chagos, đảo Giáng Sinh và quần đảo Cocos (Keeling), xa hơn nữa là đến bờ biển bang Tây Úc (bao gồm các rạn san hô vòng và bãi cạn ngoài khơi); từ biển Andaman, T. amblycephalum xuất hiện trên khắp vùng biển các nước Đông Nam Á, ngược lên phía bắc đến đảo Đài Loan và vùng biển Nam Nhật Bản, về phía nam trải dài đến rạn san hô Great Barrier, dọc bờ biển Đông Úc (bao gồm đảo Lord Howe ngoài khơi) và đến tận Bắc New Zealand; ở phạm vi phía đông, T. amblycephalum được ghi nhận tại hầu hết các đảo quốc và quần đảo thuộc châu Đại Dương (ngoại trừ quần đảo Hawaii).
T. amblycephalum sống gần các rạn san hô viền bờ và trong các đầm phá nông ở độ sâu đến ít nhất là 15 m.

## Mô tả

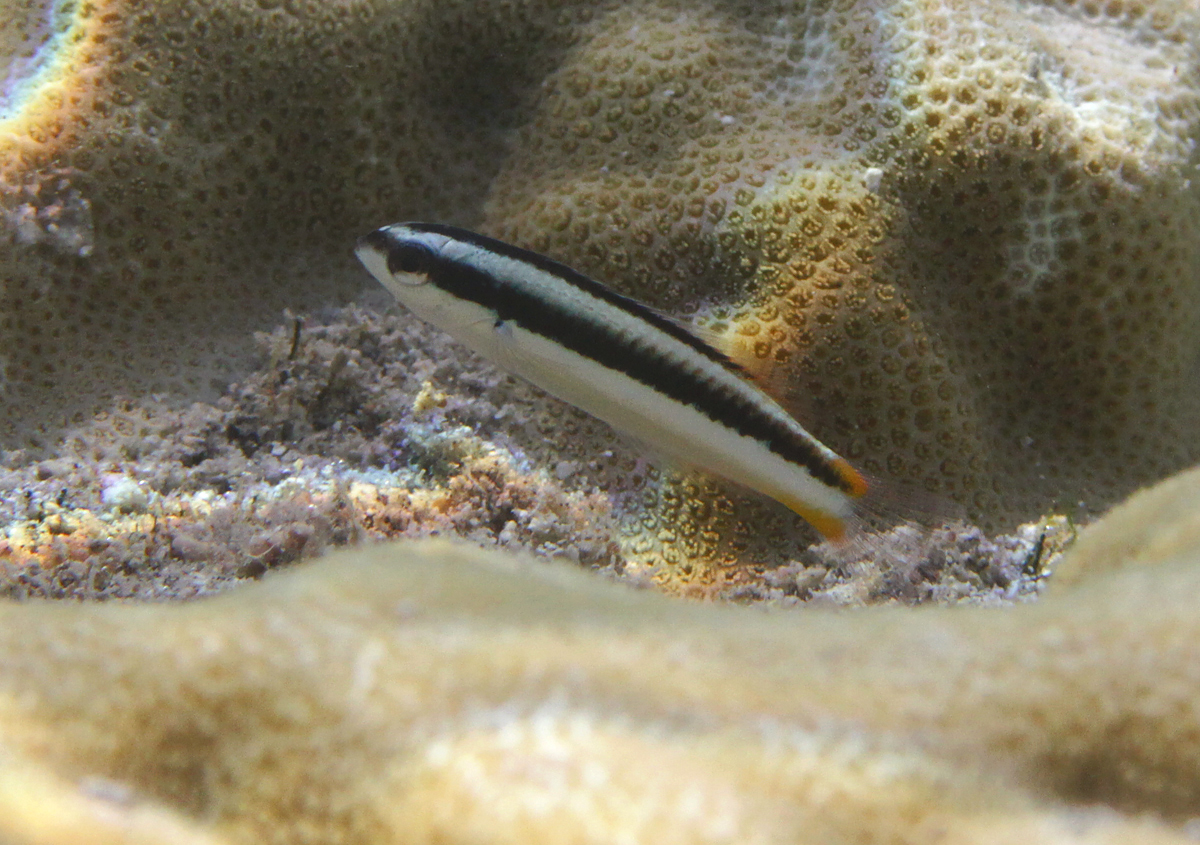
Cá con

T. amblycephalum có chiều dài cơ thể tối đa được ghi nhận là 16 cm. Như những loài Thalassoma khác, T. quinquevittatum là một loài lưỡng tính tiền nữ (protogynous hermaphrodite), nghĩa là tất cả cá con đều phải trải qua giai đoạn trung gian là cá cái trước khi biến đổi hoàn toàn thành cá đực.
Cá con T. amblycephalum có màu trắng với một dải sọc đen từ mõm băng qua mắt kéo dài đến gốc vây đuôi; rìa trên và dưới, cũng như toàn bộ vây đuôi có màu vàng kim. Cá cái (giai đoạn trung gian) có nửa thân trên màu vàng lục, trắng ở thân dưới (sọc đen dần tiêu biến), hai thùy đuôi có màu cam. Cá đực trưởng thành có đầu màu xanh lục (hoặc màu lục lam) với hai đường sọc màu vàng cam. Phía sau đầu có một khoảng màu vàng; toàn bộ phần thân còn lại có màu hồng tím đến đỏ tía. Vây ngực vàng với một vệt đốm màu xanh lam viền đen ở cận rìa. Đuôi cụt hoặc hơi có khía ở cá con, lõm dần với hai thùy đuôi dài ở cá đực trưởng thành.
Số gai ở vây lưng: 8; Số tia vây ở vây lưng: 13; Số gai ở vây hậu môn: 3; Số tia vây ở vây hậu môn: 10 - 11; Số tia vây ở vây ngực: 15.

## Sinh thái và hành vi
Thức ăn của T. amblycephalum chủ yếu là các loài sinh vật phù du. Cá cái trưởng thành và cá đực nhỏ thường hợp thành đàn lớn và kiếm ăn trên các rạn san hô; tuy nhiên, những con đực trưởng thành thường bơi tách biệt với các đàn này. Từ khi còn là cá con, T. amblycephalum đã có xu hướng sống theo đàn và thường bơi gần đáy.
Cá con T. amblycephalum có thể sống trong các xúc tu của hai loài hải quỳ Entacmaea quadricolor và Heteractis magnifica cùng với hai loài cá hề Amphiprion frenatus và Amphiprion ocellaris. Điều này được suy đoán là có thể liên quan đến hành vi "làm vệ sinh" ở nhiều loài cá bàng chài, và "khách hàng" của T. amblycephalum là những loài hải quỳ kể trên. Thức ăn mà T. amblycephalum tìm kiếm trên hải quỳ có thể là dịch nhầy và mô chết. Khi sợ hãi, cá con T. amblycephalum lại tránh xa hải quỳ và rút vào san hô để ẩn mình.

## Thương mại
T. quinquevittatum được xem là một loài cá cảnh, và được đánh bắt nhằm mục đích thương mại.

### Trích dẫn
- "Juvenile Thalassoma amblycephalum Bleeker (Labridae, Teleostei) dwelling among the tentacles of sea anemones: A cleanerfish with an unusual client?". Journal of Experimental Marine Biology and Ecology. Quyển 329. 2006. tr. 161–173. {{Chú thích tạp chí}}: Đã bỏ qua tham số không rõ |authors= (trợ giúp)